# Septentrio
 (novembre 2020).
Si vous disposez d'ouvrages ou d'articles de référence ou si vous connaissez des sites web de qualité traitant du thème abordé ici, merci de compléter l'article en donnant les références utiles à sa vérifiabilité et en les liant à la section « Notes et références ».
Septentrio N.V. est une société belge qui conçoit et fabrique les récepteurs de système de positionnement par satellites pour les applications professionnelles. Sa principale activité consiste à fournir des cartes système de positionnement par satellites OEM à des intégrateurs. La technologie de Septentrio s'applique à plusieurs domaines comme la géodésie, la topographie, la photogrammétrie,  le guidage d’engins agricoles, la navigation maritime & aérienne, la construction,  la mesure et le transfert de temps, etc.

## Historique
Septentrio N.V. a été créée par Peter Grognard à Louvain en Belgique, janvier 2000 comme le spin-off d'Imec, le plus grand centre de recherche européen  en matière de micro-électronique en nanotechnologie. La mission de Septentrio est de développer et de commercialiser les récepteurs système de positionnement par satellites. En 2007 Septentrio a reçu le prix Gazelle par Trends, l'hebdomadaire d'affaires belge, pour l'innovation et la croissance rapide. Grâce à un contrat avec l'Agence spatiale européenne Septentrio a développé le récepteur expérimental pour le nouveau système de positionnement par satellites européen Galileo.

## Activité

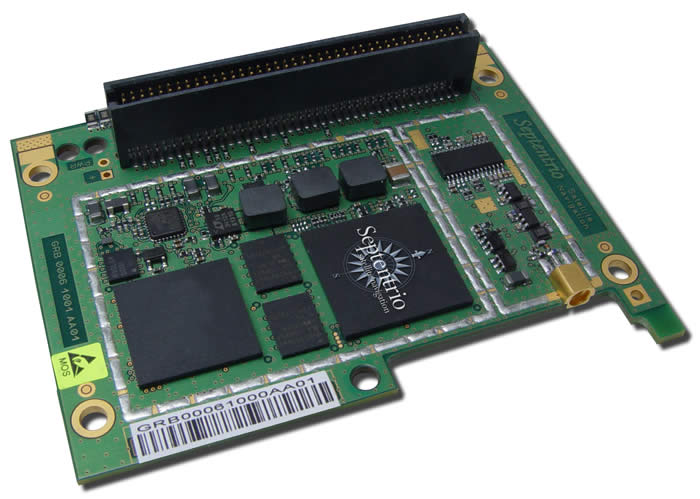
AsteRx1, premier récepteur industriel GPS/Galileo

Septentrio dispose d’une équipe internationale d’experts qui développent les algorithmes, le logiciel et les circuits intégrés et imprimés. En tant que fournisseur de récepteurs systèmes de positionnement par satellites professionnels, Septentrio privilégie la fiabilité, la précision des mesures ainsi que la plus grande flexibilité d’utilisation et de contrôle. Ses produits bénéficient d l’APME, une technique originale de réduction des effets multi-trajets et d'algorithmes autonome d’intégrité (RAIM). Les techniques RTK utilisées pour calculer la position relative avec une erreur de quelques centimètres sont basées sur la méthode bien connue LAMBDA. Septentrio a introduit sur le marché des cartes OEM pour calculer l'attitude de plateforme à partir de mesures système de positionnement par satellites. Des récepteurs conçus par Septentrio ont été utilisés pour acquérir et traiter les premiers signaux expérimentaux de Galileo (GIOVE-A,B) et du système de positionnement par satellites chinois Compass. La gamme de produits de la société est orientée vers des produits multi-fréquences et multi-systèmes.